# Djibo
Djibo is een stad in Burkina Faso en is de hoofdplaats van de provincie Soum.
Djibo telde in 2006 bij de volkstelling 29.162 inwoners.